# 江戸響博昭
江戸響 博昭（えどひびき ひろあき、1941年9月4日 - 没年不明）は、立浪部屋に所属した元大相撲力士。本名は池田 博昭（いけだ ひろあき）。現在の東京都台東区出身。177cm、128kg。最高位は東十両筆頭（1969年7月場所）。得意技は左四つ、寄り、外掛け。

## 経歴
1957年9月場所初土俵、初土俵から3年後の1960年5月場所に幕下へ昇進する。幕下では長く苦戦したが1968年5月場所で7戦全勝で幕下優勝を果たすと、翌1968年7月場所に十両に昇進した。1年後の1969年7月場所には東十両筆頭に躍進し、初日から3連勝と好調な滑り出しを見せるが右膝関節を捻挫し途中休場。幕内昇進の最大のチャンスを逃してしまう。1970年11月場所限りで廃業。

## 主な成績
- 通算成績：328勝290敗23休 勝率.531
- 十両成績：52勝67敗16休 勝率.437
- 現役在位：80場所
- 十両在位：9場所
- 各段優勝
  - 幕下優勝：1回（1968年5月場所）

### 場所別成績
| | 一月場所 初場所（東京） | 三月場所 春場所（大阪） | 五月場所 夏場所（東京） | 七月場所 名古屋場所（愛知） | 九月場所 秋場所（東京） | 十一月場所 九州場所（福岡） |
| --- | ----------------------- | ----------------------- | ----------------------- | --------------------------- | ----------------------- | --------------------------- |
| 1957年 （昭和32年） | x                       | x                       | x                       | x                           | （前相撲）              | 西序ノ口9枚目 4–4           |
| 1958年 （昭和33年） | 西序二段117枚目 5–3     | 西序二段94枚目 3–5      | 東序二段100枚目 5–3     | 西序二段72枚目 4–4          | 東序二段67枚目 4–4      | 東序二段61枚目 4–4          |
| 1959年 （昭和34年） | 西序二段58枚目 4–4      | 東序二段50枚目 3–5      | 東序二段55枚目 6–2      | 西序二段26枚目 6–2          | 東序二段2枚目 7–1       | 東三段目68枚目 7–1          |
| 1960年 （昭和35年） | 西三段目27枚目 5–3      | 西三段目10枚目 5–3      | 東幕下78枚目 2–6        | 西三段目6枚目 4–3           | 東幕下77枚目 6–1        | 東幕下49枚目 2–5            |
| 1961年 （昭和36年） | 西幕下65枚目 3–4        | 東幕下76枚目 4–3        | 東幕下60枚目 2–5        | 西幕下78枚目 4–3            | 東幕下73枚目 4–3        | 西幕下68枚目 5–2            |
| 1962年 （昭和37年） | 東幕下45枚目 3–4        | 西幕下46枚目 3–4        | 東幕下48枚目 3–4        | 東幕下50枚目 4–3            | 東幕下45枚目 5–2        | 西幕下29枚目 2–5            |
| 1963年 （昭和38年） | 東幕下39枚目 3–4        | 東幕下42枚目 5–2        | 東幕下30枚目 5–2        | 西幕下17枚目 3–4            | 東幕下20枚目 5–2        | 西幕下14枚目 4–3            |
| 1964年 （昭和39年） | 西幕下10枚目 1–6        | 東幕下31枚目 5–2        | 西幕下18枚目 2–5        | 西幕下29枚目 3–4            | 東幕下33枚目 6–1        | 西幕下13枚目 3–4            |
| 1965年 （昭和40年） | 東幕下16枚目 4–3        | 東幕下10枚目 6–1        | 東幕下筆頭 3–4          | 西幕下4枚目 4–3             | 西幕下2枚目 3–4         | 西幕下4枚目 3–4             |
| 1966年 （昭和41年） | 西幕下6枚目 6–1         | 西幕下2枚目 5–2         | 西幕下筆頭 2–5          | 西幕下10枚目 5–2            | 西幕下4枚目 2–5         | 東幕下14枚目 5–2            |
| 1967年 （昭和42年） | 西幕下4枚目 4–3         | 東幕下2枚目 4–3         | 西幕下7枚目 3–4         | 西幕下9枚目 5–2             | 東幕下2枚目 1–6         | 西幕下16枚目 3–4            |
| 1968年 （昭和43年） | 東幕下22枚目 3–4        | 西幕下27枚目 5–2        | 西幕下16枚目 優勝 7–0   | 東十両11枚目 8–7            | 西十両7枚目 7–8         | 西十両9枚目 7–8             |
| 1969年 （昭和44年） | 東十両10枚目 9–6        | 西十両5枚目 8–7         | 東十両2枚目 8–7         | 東十両筆頭 3–1–11           | 東十両10枚目 1–14       | 西幕下8枚目 3–4             |
| 1970年 （昭和45年） | 西幕下10枚目 4–3        | 西幕下8枚目 4–3         | 東幕下7枚目 5–2         | 西幕下筆頭 4–3              | 西十両12枚目 1–9–5      | 東幕下13枚目 引退 0–0–7     |
| 各欄の数字は、「勝ち-負け-休場」を示す。 優勝 引退 休場 十両 幕下 三賞：敢=敢闘賞、殊=殊勲賞、技=技能賞 その他：★=金星 番付階級：幕内 - 十両 - 幕下 - 三段目 - 序二段 - 序ノ口 幕内序列：横綱 - 大関 - 関脇 - 小結 - 前頭（「#数字」は各位内の序列） |                         |                         |                         |                             |                         |                             |

## 改名歴
- 池田 博昭（いけだ ひろあき）1957年9月場所 - 1961年5月場所
- 江戸響 博昭（えどひびき ひろあき）1961年7月場所 - 1970年11月場所